# Minami Hinata
Minami Hinata (日向 未南 Hinata Minami?, 24 de enero) es una actriz de voz japonesa afiliada a Axl One.

## Biografía
Hinata nació el 24 de enero en la Prefectura de Fukushima. Después de graduarse de una escuela vocacional, ingresó a Axel Zero, una escuela de formación adjunta a la oficina de actores de doblaje Axl One, representada por el actor de doblaje Toshiyuki Morikawa. La razón por la que quería formar parte de Axl Zero era que tres actores de doblaje que admiraba, Ai Orikasa, Yūko Sanpei y el propio Morikawa, estaban inscritos en Axl One.
Su primer papel como protagonista principal, fue interpretando a Bojji en la adaptación al anime de la serie de manga Ōsama Ranking.
En 2023, recibió el premio a Mejores Actrices Revelación en la 17.ª edición de los Seiyu Awards.

## Filmografía
Los papeles principales están en negrita

### Anime

#### Series de televisión
| Año  | Título                                                             | Rol                   | Refs.         |
| ---- | ------------------------------------------------------------------ | --------------------- | ------------- |
| 2021 | Super Cub                                                          | Estudiante            | [ 7 ]         |
| 2021 | Slime Taoshite 300-nen, Shiranai Uchi ni Level Max ni Nattemashita | Dragón Azul C         | [ 8 ]         |
| 2021 | Ōsama Ranking                                                      | Bojji                 | [ 9 ]         |
| 2022 | Kenja no Deshi o Nanoru Kenja                                      | Luminaria             | [ 10 ] [ 11 ] |
| 2023 | Ningen Fushin no Bōkensha-tachi ga Sekai o Sukū Yō Desu            | Jonathan              | [ 12 ]        |
| 2023 | Jigokuraku                                                         | Chōbei Aza (niño)     | [ 13 ]        |
| 2023 | Boku no Kokoro no Yabai Yatsu                                      | Kinoshita             | [ 14 ]        |
| 2023 | Ōsama Ranking: Yūki no Takarabako                                  | Bojji                 | [ 15 ]        |
| 2023 | Uchi no Kaisha no Chīsai Senpai no Hanashi                         | Tomo                  | [ 16 ]        |
| 2023 | Yuzuki-san Chi no Yon-Kyōdai                                       | Mikoto Yuzuki (niño)  | [ 17 ]        |
| 2024 | Vampire Dormitory                                                  | Ruka Saotome (niño)   | [ 18 ]        |
| 2024 | Rinkai!                                                            | Ai Kumamoto           | [ 19 ]        |
| 2024 | Gimai Seikatsu                                                     | Yumi Tabata           | [ 20 ]        |
| 2024 | Tsue to Tsurugi no Wistoria                                        | Will Serfort (niño)   | [ 21 ]        |
| 2025 | Dr. Stone: Science Future                                          | Charlotte             | [ 22 ]        |
| 2025 | Wind Breaker Season 2                                              | Atsushi Nagato (niño) | [ 23 ]        |
| 2025 | Sentai Daishikkaku 2nd Season                                      | Masamune Urabe        | [ 24 ]        |
| 2025 | Mikadono-san Shimai wa Angai, Choroi.                              | Yū Ayase              | [ 25 ]        |

#### Películas
| Año  | Título                | Rol                     | Refs.  |
| ---- | --------------------- | ----------------------- | ------ |
| 2023 | Pole Princess!! Movie | Subaru Nanyo            | [ 26 ] |
| 2025 | Make a Girl           | Akira Mizutamari (niño) | [ 27 ] |

#### ONAs
| Año  | Título                  | Rol               | Refs.  |
| ---- | ----------------------- | ----------------- | ------ |
| 2022 | Kotarō wa Hitorigurashi | Hijo de Tonosaman | [ 28 ] |
| 2022 | Pole Princess!!         | Subaru Nanyo      | [ 29 ] |

### Videojuegos
| Año  | Título      | Rol     | Refs.  |
| ---- | ----------- | ------- | ------ |
| 2023 | Towa Tsugai | Tsubame | [ 30 ] |

## Premios y nominaciones
| Año  | Premios      | Categoría                   | Resultado | Refs. |
| ---- | ------------ | --------------------------- | --------- | ----- |
| 2023 | Seiyū Awards | Mejores Actrices Revelación | Ganadora  | [ 6 ] |